# Astragalus amalecitanus
Astragalus amalecitanus är en ärtväxtart som beskrevs av Pierre Edmond Boissier. Astragalus amalecitanus ingår i släktet vedlar, och familjen ärtväxter. Inga underarter finns listade i Catalogue of Life.